# Polemocles
Polemocles (en llatí Polemocles, en grec antic Πολεμοκλη̂ς) fou un almirall rodi.
Va ser enviat pels seus compatriotes amb tres trirrems a Bizanci amb una proposta de pau, que els bizantins van acceptar. El tractat de pau es va signar el 220 aC. Després el van enviar a Creta per ajudar Cnossos, aliada de Rodes, contra Lictos, segons diu Polibi.